# Guglielmo Marconi (sous-marin, 1939)
Pour les articles homonymes, voir Guglielmo Marconi (sous-marin) et Guglielmo Marconi (homonymie).
Le Guglielmo Marconi (numéro de fanion " MN ") est un sous-marin, navire de tête de la classe Marconi en service dans la Regia Marina pendant la Seconde Guerre mondiale.
Le navire a été nommé en l'honneur de Guglielmo Marconi (1874-1937), un physicien, inventeur et homme d'affaires italien. Il est considéré comme l’un des inventeurs de la radio et de la télégraphie sans fil.

## Caractéristiques
Les sous-marins de la classe Marconi déplaçaient 1 195 tonnes en surface et 1 490 tonnes en immersion. Les sous-marins mesuraient 76,5 mètres de long, 6,81 mètres de large et 4,72 mètres de tirant d'eau. Ils avaient une profondeur de plongée opérationnelle de 90 mètres (275 pieds). Leur équipage comptait 57 officiers et hommes.
Pour la navigation de surface, les sous-marins étaient propulsés par deux moteurs diesel CRDA de 1 800 chevaux-vapeur (1 325 kW), chacun entraînant un arbre d'hélice. En immersion, chaque hélice était entraînée par un moteur électrique Marelli de 750 chevaux-vapeur (550 kW). Ils pouvaient atteindre 17,8 nœuds (33 km/h) en surface et 8,2 nœuds (15,2 km/h) sous l'eau. En surface, la classe Marconi avait une autonomie de 10 500 milles nautiques (19 500 km) à 8 noeuds (14,8 km/h), en immersion, elle avait une autonomie de 110 milles nautiques (203 km) à 3 noeuds (5,6 km/h) .
Les sous-marins étaient armés de 8 tubes lance-torpilles internes de 533 millimètres (4 à l'avant et 4 à l'arrière) pour lesquels ils transportaient 16 torpilles. Ils étaient également armés de 1 canon de pont de 100 mm calibre 47 Modèle 1938 pour le combat en surface. Leur armement anti-aérien consistait en 2 mitrailleuses doubles Breda Model 1931 de 13,2 mm.

## Construction et mise en service
Le Guglielmo Marconi est construit par le chantier naval Cantieri Riuniti dell'Adriatico (CRDA) de Monfalcone en Italie, et mis sur cale le 19 septembre 1938. Il est lancé le 30 juillet 1939 et est achevé et mis en service le 8 février 1940. Il est commissionné le même jour dans la Regia Marina.

## Historique
Dans les derniers jours de juin 1940, le Marconi commence sa première mission en Méditerranée, sous le commandement du capitaine de corvette Giulio Chialamberto. Le 2 juillet et à 23h20, il attaque en surface, avec le lancement de deux torpilles de 1 000 mètres, un groupe de 6 destroyers anglais naviguant de Gibraltar vers l'est: la première torpille a manqué la cible car défectueuse, mais la seconde a touché le destroyer HMS Vortigern (D37) lui causant de sérieux dommages, tandis que le Marconi repart indemne en plongeant,,.
A 3h20, le 11 juillet, le Marconi repart à l'attaque et tire une torpille sur les destroyers HMS Escort (H66) et HMS Forester (H74). La torpille touche le Escort qui coule à la position géographique de 36° 20′ N, 3° 40′ O (il y a deux victimes) tandis que l'autre destroyer soumet le Marconi à un lourd combat anti-sous-marin ne causant cependant que de légers dommages. Le sous-marin revient à sa base après avoir navigué avec cette seule mission méditerranéenne sur 2 260 milles nautiques (4 185 km) en surface et 375 milles nautiques (694 km) en immersion,,.
Il a alors été décidé d'envoyer le sous-marin dans l'Atlantique. Le 6 septembre 1940, le Marconi quitte Naples et cinq jours plus tard, il passe le détroit de Gibraltar. Le 15 septembre, il se rend dans sa propre zone d'opérations, au nord-ouest de la péninsule ibérique, où il passe dix jours et torpille et coule, le 19 septembre, un navire identifié comme un vapeur de taille moyenne: il s'agit en fait du bateau de pêche espagnol Almirante José de Carranza (330 tonneaux),,. Le 29 septembre, le sous-marin atteint Bordeaux, où se trouve la base italienne de Betasom.
Le 27 octobre, le Marconi appareille de Bordeaux à destination de l'ouest de la côte écossaise et le 4 octobre, après avoir reçu un rapport sur un convoi de son navire-jumeau (sister ship) Alessandro Malaspina, il part à sa recherche sans succès. Dans l'après-midi du 8 novembre (ou dans la nuit entre 6 et 7), il intercepte un message du navire à vapeur Cornish City demandant de l'aide pour le compte d'un autre navire. Il part à la recherche de ce navire mais tombe sur le destroyer HMS Havelock (H88) (qui a également reçu le message du Cornish City) qui le bombarde avec des grenades sous-marines,. Le sous-marin est allé jusqu'à 125 mètres de profondeur et n'a subi que de légers dommages, car les bombes ont explosé à des profondeurs plus faibles. Puis il a émis du naphte, de l'air et des débris, ce qui a convaincu le commandant du Havelock du naufrage, et il a donc pu le faire partir (pendant des années, on a cru que l'action du Havelock contre le Marconi avait provoqué le naufrage d'un autre sous-marin italien, le Comandante Faà di Bruno).
Le sous-marin a recommencé à chercher à la fois le navire signalé par le Cornish City et un porte-avions signalé par le sous-marin Otaria, pour finalement trouver le premier. Le navire à moteur suédois Vingaland (2 734 tonneaux), immobilisé et mis à feu par un avion Focke-Wulf Fw 200, que le Marconi coule avec le lancement de deux torpilles (dont une a fait mouche),. Le 14, il tentée de torpiller un autre marchand estimé à 4 000 tonneaux (la torpille échoue à cause de la mer agitée) mais il renonce à la fois pour les mauvaises conditions météorologiques et parce que le navire semblait vouloir l'éperonner. Le 16, il part à la recherche d'un convoi de dix-vingt navires marchands signalé par une autre unité, mais il ne le trouve pas à cause de la mer démontée qui a entravé les manœuvres et réduit la vitesse. Deux jours plus tard, il part à la recherche d'un autre convoi avec des résultats similaires, et finalement il rentre à sa base le 28 novembre,.
Le 16 janvier 1941, il reprend la route et navigue au large de Porto. N'ayant rien trouvé, il se déplace entre Lisbonne et l'embouchure du Tage, mais le 10 février, il doit entamer le voyage de retour en raison d'une importante fuite de carburant, et accoste à Bordeaux le 17 février,.
Avec un nouveau commandant (le lieutenant de vaisseau Mario Paolo Pollina), il navigue fin mai 1941 à l'ouest du détroit de Gibraltar, où il remporte ses plus grands succès. Le 30 mai, il coule avec quatre torpilles le pétrolier militaire HMS Cairndale (8 129 tonneaux), en sortant légèrement endommagé par le bombardement de grenades sous-marines effectué par les deux destroyers d'escorte. Le 1er juin, il coule le bateau de pêche portugais Exportador Primeiro (318 tonneaux) qui n'était pas équipé de signaux indiquant qu'il appartenait à une nation neutre, tandis que quatre jours plus tard, il part à la recherche d'un convoi dont il a été informé par radio, le retrouvant au bout de quelques heures. En cinq minutes, il attaque en tirant toutes les torpilles restantes: la première paire a endommagé un pétrolier identifié comme le Daghestan (5 742 tonneaux), la seconde a coulé le vapeur britannique Baron Lovat (3 395 tonneaux), puis le vapeur suédois Taberg (1 392 tonneaux) coule et un quatrième navire estimé à 3 400 tonneaux est endommagé. Canonné et à court de torpilles, le Marconi plonge et rentre à Bordeaux,.
La cinquième mission commence au début du mois d'août 1941, et dans la soirée du 11, il est informé de la présence d'un convoi dans la région (c'est le convoi HG 70) et l'atteint, attaquant ensuite le sloop HMS Deptford (U53) avec le lancement de deux torpilles: il semble que l'une des torpilles a atteint la cible, cependant le Deptford n'est pas endommagé,. Il perd alors le contact avec le convoi pour le retrouver le 13 août, quand il attaque à nouveau en immobilisant le vapeur yougoslave Sud (2 589 tonneaux) avec le lancement de trois torpilles. Il attend alors l'abandon de l'équipage et ouvre le feu avec son canon de pont, mais entre-temps le sous-marin (U-Boot) allemand U-126 arrive. Le Marconi et le U-126 marquent respectivement 25 et 50 coups. Le U-126 tire respectivement 25 et 33 coups, mettant le feu au navire, qui a ensuite été achevé par une torpille du sous-marin allemand (les sources ne s'accordent pas sur un fait: le U-126 a-t-il achevé le Sud parce que le lieutenant de vaisseau Pollina avait refusé de tirer une autre torpille, ou l'a-t-il fait alors que le Marconi lui-même s'apprêtait à le faire),,,. Le sous-marin italien met ensuite le cap sur son retour, arrivant à Bordeaux le 23 août.
Le lieutenant de vaisseau Pollina tombe malade et est remplacé lors de la mission suivante par le capitaine de corvette Livio Piomarta. La mission, commencée en octobre, est d'abord effectuée près de Porto, puis au sud-est des Açores et ensuite (à partir du 26 octobre) à l'ouest de Lisbonne. Dans la nuit du 27 au 28 octobre 1941, le Marconi envoie un message à Betasom disant d'être à la position géographique de 42° 55′ N, 21° 55′ O, et d'avoir repéré un convoi et de le poursuivre, à une trentaine de milles nautiques (55 km); puis on n'entend plus parler du sous-marin,,.
La seule hypothèse qui a été formulée sur sa fin est qu'il a été accidentellement coulé par le sous-marin allemand U-67 le 28 octobre 1941 n'est pas absolument partageable. Il faut supposer que le Marconi, qui suivait le convoi HG 75, a plutôt été coulé vers 13h35-13h40 le 28 octobre par des grenades sous-marines du destroyer britannique HMS Duncan (D99) (lieutenant commander Arthur Nichol Rowell), à 300 milles nautiques (550 km) au nord-est des Açores, par 41°57'N de latitude, long. 21°56'W, comme cela est confirmé, sur la recherche italienne (Francesco Mattesini), dans le site uboat.net, "HMS Duncan".
Avec la disparition du Marconi, le commandant Piomarta - dont la mémoire a été récompensée par la Médaille d'or de la valeur militaire -, 9 autres officiers et 53 sous-officiers et marins.
Le sous-marin avait effectué 7 missions de guerre (une en Méditerranée et 6 dans l'Atlantique), couvrant 23 346 milles nautiques (43 236 km) en surface et 1 540 milles nautiques (2 852 km) sous l'eau.

## Navires coulés
| Patrouille | Date            | Navire      | Nationalité | Tonnage         | Notes                                                  |
| ---------- | --------------- | ----------- | ----------- | --------------- | ------------------------------------------------------ |
| 1re        | 8 juillet 1940  | HMS Escort  | Royal Navy  | 1 405 tonnes    | Destroyer; 2 morts                                     |
| 3e         | 9 novembre 1940 | Vingaland   | Suède       | 2 734 tonneaux  | Cargo de Convoi HX 84                                  |
| 5e         | 30 mai 1941     | Cairndale   | Royaume-Uni | 8 129 tonneaux  | Pétrolier; 4 morts                                     |
| 5e         | 6 juin 1941     | Baron Lovat | Royaume-Uni | 3 395 tonneaux  | Cargo de Convoi OG 63                                  |
| 5e         | 6 juin 1941     | Taberg      | Suède       | 1 392 tonneaux  | Cargo du Convoi OG 63 6 survivants d'un équipage de 22 |
| Total:     | Total:          | Total:      | Total:      | 17 055 tonneaux |                                                        |